# 지미 존슨

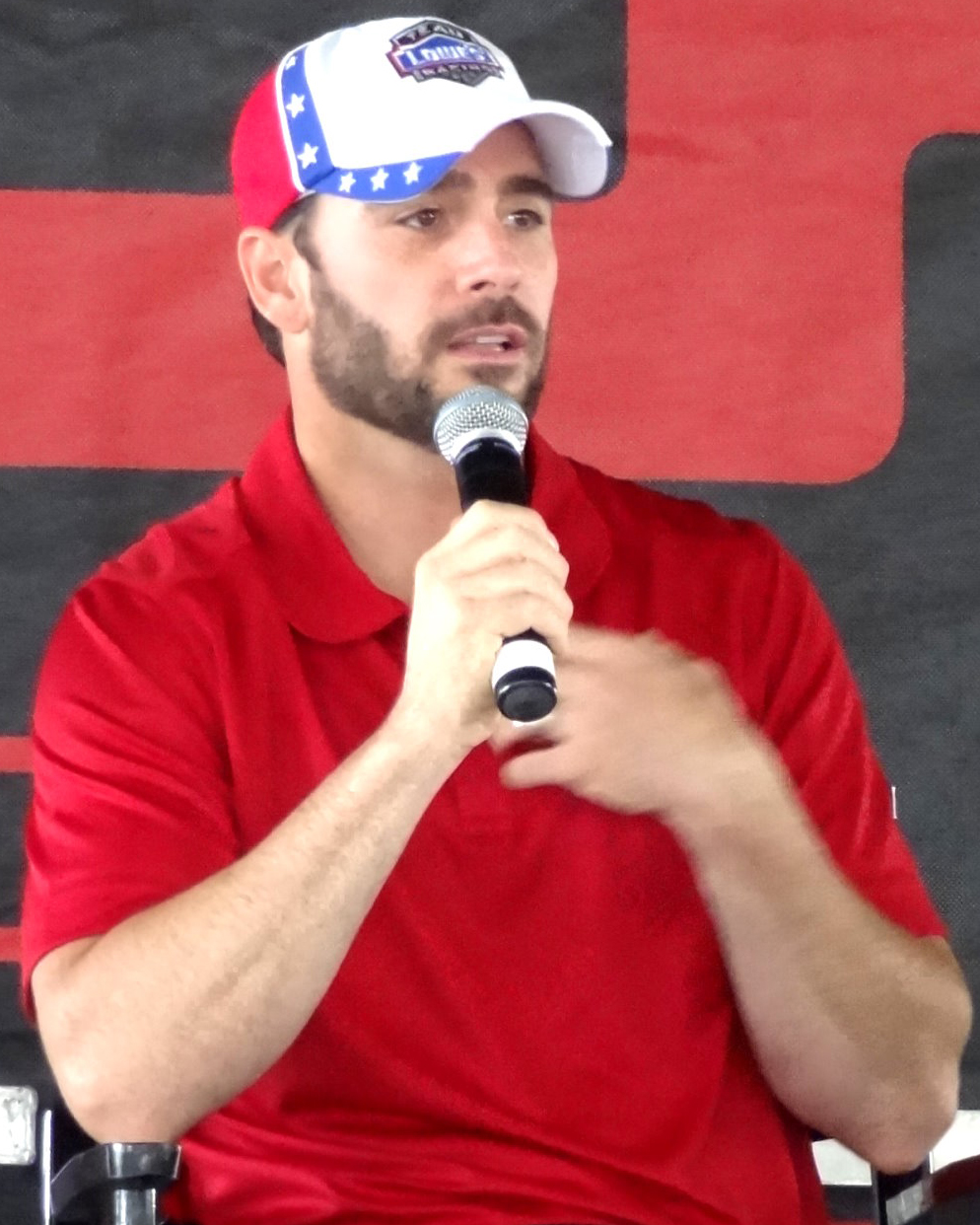
지미 존슨

지미 케네스 존슨(영어: Jimmie Kenneth Johnson, 1975년 9월 17일 ~ )은 미국의 NASCAR 드라이버이다.